# Crocomela tenuifascia
Crocomela tenuifascia là một loài bướm đêm thuộc phân họ Arctiinae, họ Erebidae.